# Trentepohlia (Trentepohlia) alluaudi
Trentepohlia (Trentepohlia) alluaudi is een tweevleugelige uit de familie steltmuggen (Limoniidae). De soort komt voor in het Afrotropisch gebied.